# Tărgovište
Tărgovište (in bulgaro Търговище?, pronuncia tərɡoviʃte, "mercato", in turco Eski Cuma) è una città di 56 087 abitanti in Bulgaria ed è capoluogo della regione di Tărgovište. Si trova sul lato meridionali dei monti di Preslav, a 170 m s.l.m., sulle rive del fiume Vrana. Dista 339 km da Sofia e 100 km da Veliko Tărnovo. È un antico insediamento commerciale.
Nel XVII e nel XIX secolo divenne un centro di commercio di animali e prodotti artigianali, chiamato Eski-Džumaja. Lo sviluppo industriale cominciò dopo la seconda guerra mondiale: vennero aperte fabbriche che producevano batterie per automobili e macchinari per l'industria alimentare, in seguito si svilupparono industrie del tessile. Una delle fabbriche più grandi per la produzione di vino si trova qui. La città è anche un centro culturale; nel 2000 sono state ritrovate nelle vicinanze le rovine di un'antica città romana chiamata Missionis (Мисионис).

## Galleria d'immagini

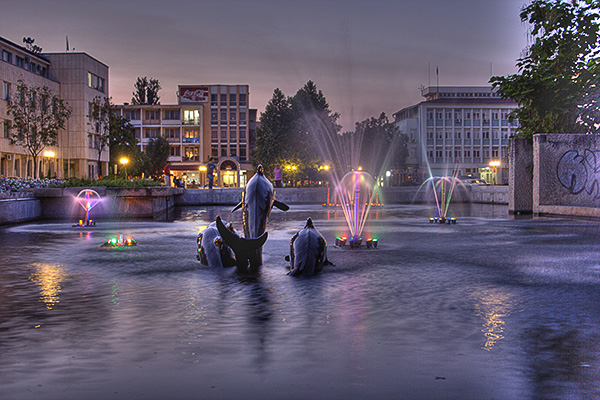
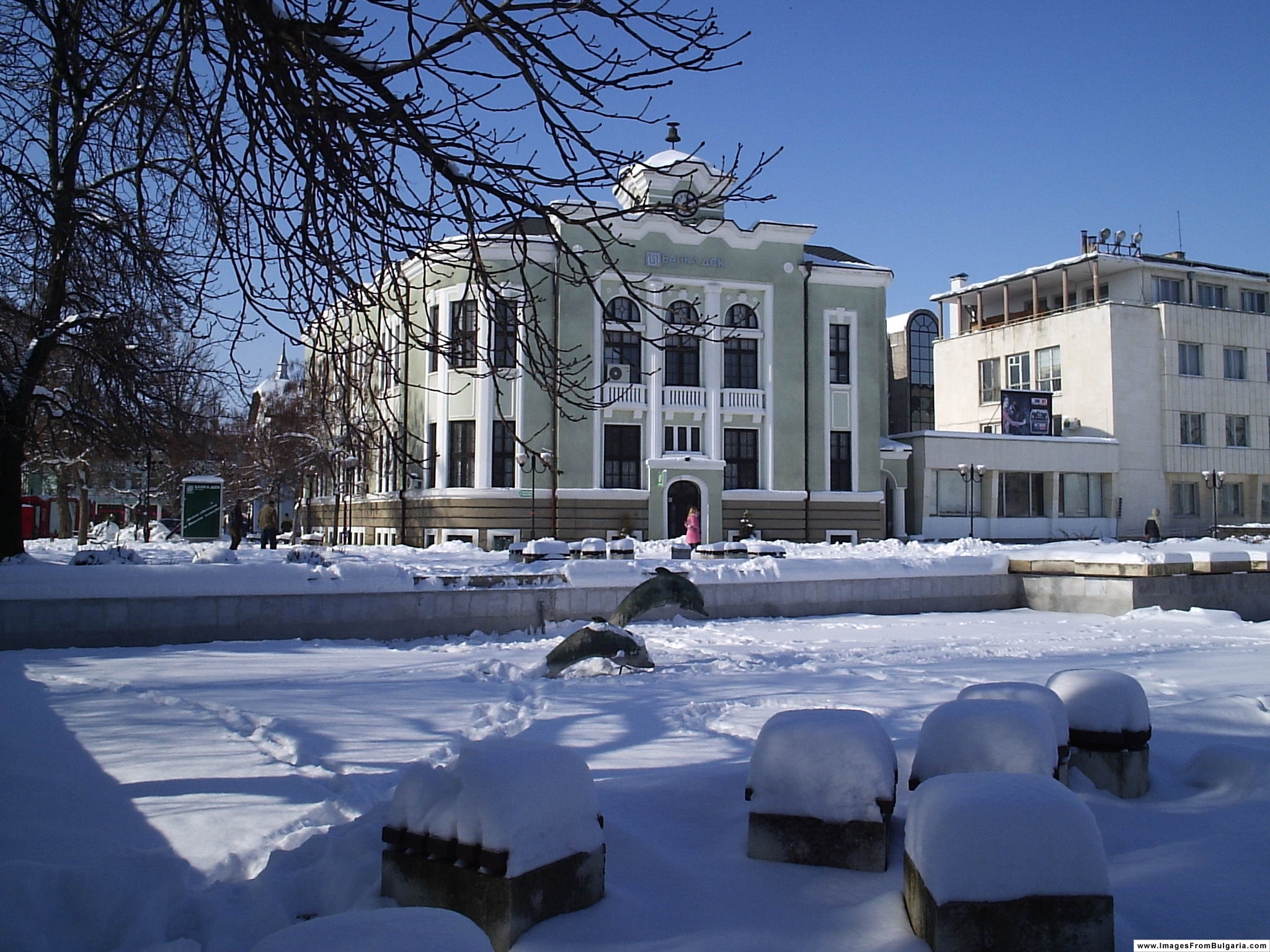
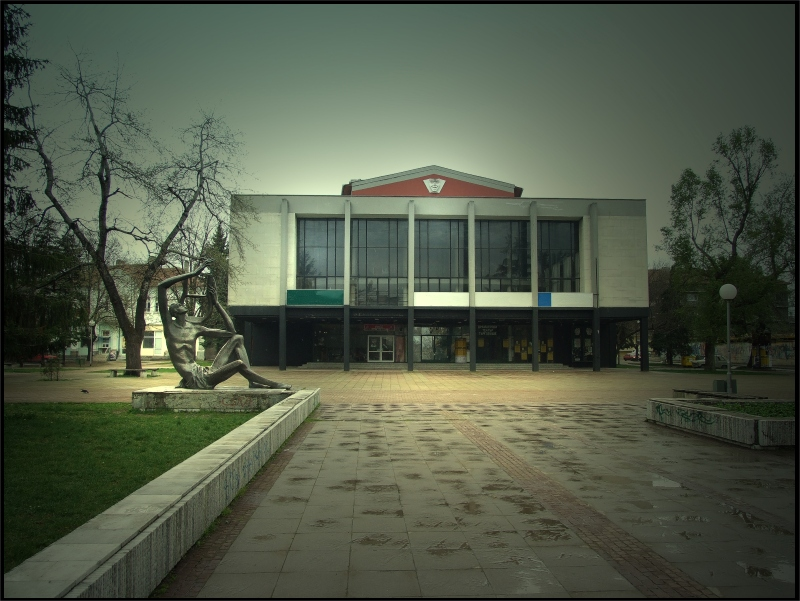
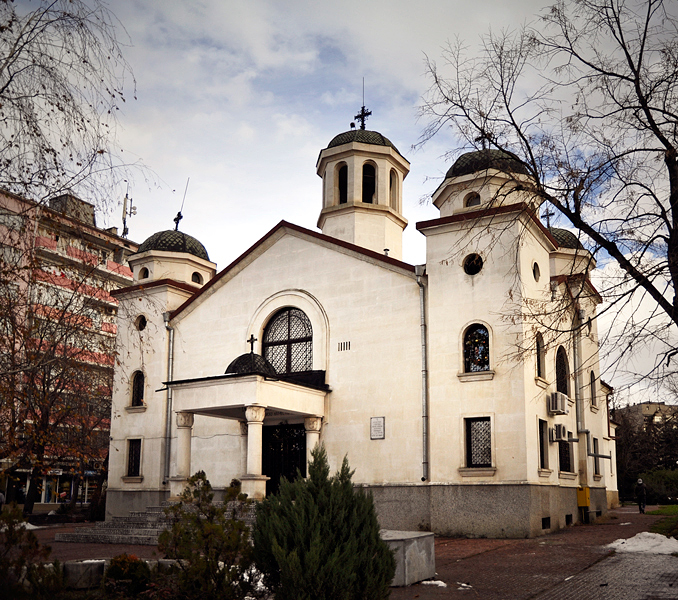

## Monumenti e luoghi d'interesse

### Architetture religiose
- Chiesa della Dormizione di Maria
- Chiesa di San Giovanni di Rila